# Burg Burgberg (Winterstettenstadt)
Die Burg Buchberg ist eine abgegangene Höhenburg 800 Meter südlich des Ortsteils Winterstettenstadt der Gemeinde Ingoldingen im Landkreis Biberach in Baden-Württemberg. Die ehemalige Höhenburg liegt auf dem „Burgberg“ bei rund 624 Meter über Normalnull. Von der Burganlage ist nichts erhalten.